# Jardín Botánico de la Universidad de Vilna

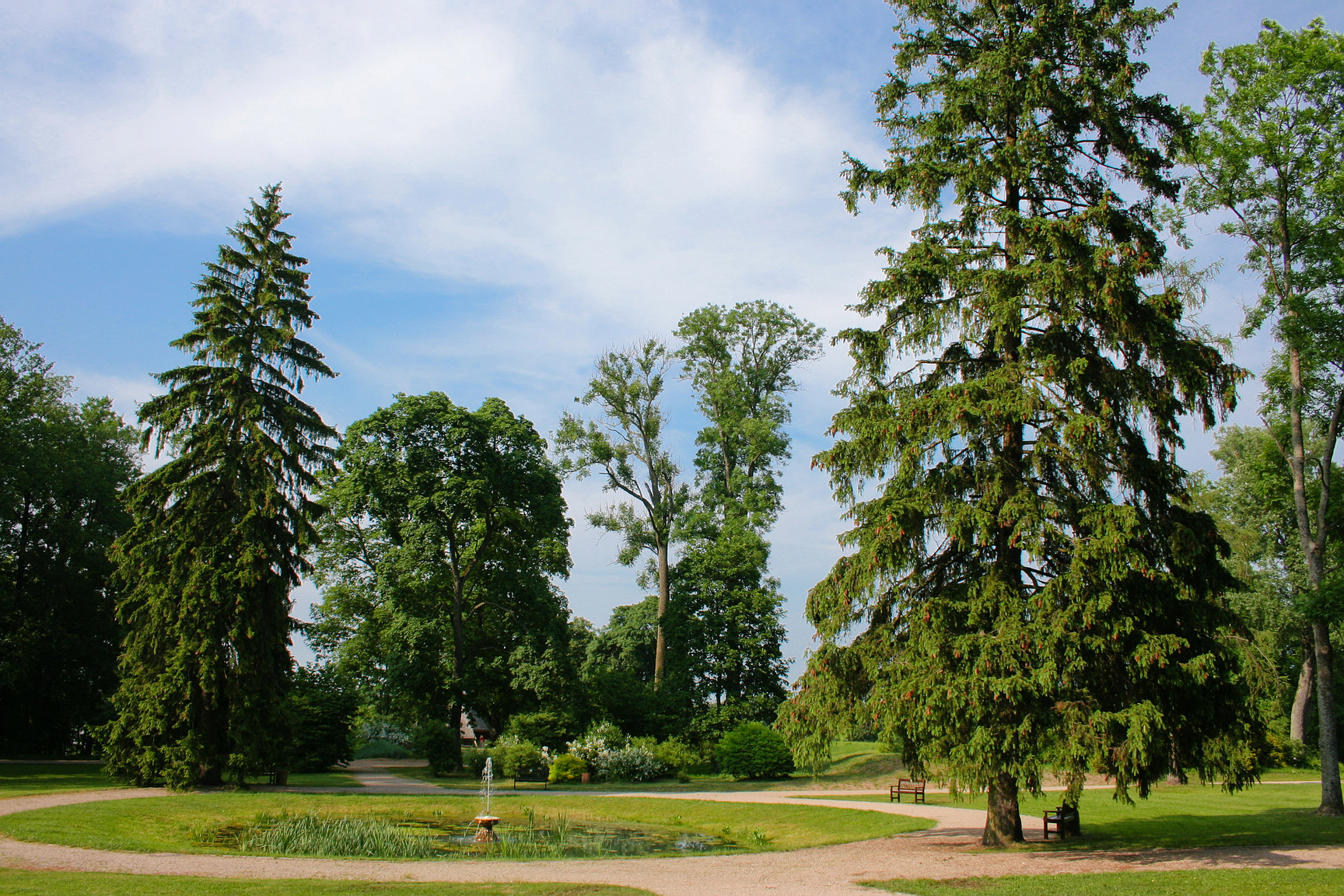
Antiguo parque en Kairenai, incluido en el jardín botánico.

El Jardín Botánico de la Universidad de Vilna (en lituano: Vilniaus Universiteto Botanikos Sodas) es un jardín botánico de unas 199 ha de extensión, con dos núcleos: uno más pequeño, en el centro histórico de la ciudad de Vilna, que corresponde al antiguo jardín botánico, y otro en las afueras de la ciudad, que es el nuevo y de mayor extensión. Depende administrativamente de la Universidad de Vilna. 
Este jardín botánico es miembro del BGCI, y su código de identificación internacional es WI.

## Localización
Se encuentra en las afueras de Vilna en la localidad de Kairėnai, Lituania.
- Latitud 54º 41'
- Longitud 25º 14'
- Altitud 130-180 m s. n. m.

## Historia
El jardín botánico de la Universidad de Vilna fue fundado en 1781 por el profesor J. E. Giliber (1741-1814). El jardín ocupó un área de 300 m² y contenía unas 2000 especies de plantas de varios países del mundo.
En 1832, cuando la universidad fue cerrada, las plantas introducidas murieron y el jardín botánico se convirtió simplemente en un parque. En 1919, un jardín botánico nuevo fue iniciado en el parque de Vingis localizado en el valle del río Neris en la parte occidental de Vilna.
Actualmente, el jardín original es la sede del departamento de la Sistemática Vegetal y Geografía. El jardín botánico fue trasladado en 1974 a una nueva localización en la aldea de Kairenai, en el noreste de Vilna.

## Colecciones
- 2,500 taxones en el Departamento de Dendrología
- 3,000 taxones en el Departamento de Sistemática Vegetal y Geografía
- 3,200 taxones en el Departamento de Floricultura
- 300 taxones en el Departamento de Genética vegetal
- 750 taxones en el Departamento de Pomología
- 100 taxones en el Laboratorio de Fisiología vegetal y cultivos in vitro.